# Вариации на тему Корелли
Вариации на тему Корелли ре минор, соч. 42 — произведение для фортепиано соло, написанное в 1931 году Сергеем Рахманиновым в Швейцарии, в имении Сенар. Примерная продолжительность звучания — 19 минут.
Тема фолии, на которую были сочинены вариации, на самом деле не была написана Арканджело Корелли, но была использована им в 1700 году в качестве основы для 23 вариаций в его сонате ре минор, соч. 5, № 12. Вообще, фолия широко использовалась в качестве основы для вариаций в музыке барокко. Ту же тему использовал Ференц Лист в 1863 году при написании Испанской рапсодии (S. 254).
21 декабря 1931 года Рахманинов упомянул вариации в письме Николаю Метнеру:
Играл их <…> раз пятнадцать, но из этих пятнадцати исполнений только одно было хорошим. А то все больше «мазал». Не умею свои вещи играть! Да и скучно! В полном виде их также ни разу не играл. Руководствовался при этом кашлем публики. Как кашель усиливался, следующую вариацию пропускал. Если кашля не было, играл по порядку. В одном концерте, — не помню где, — маленьком городке, так кашляли, что я сыграл только 10 вариаций (из двадцати). Рекорд, мною поставленный, был 18 вариаций (в Нью-Йорке). Все же надеюсь, что Вы их все проиграете и что не будете «кашлять».
Рахманинов посвятил произведение своему другу ― скрипачу Фрицу Крейслеру. Самим Рахманиновым вариации так и не были записаны.

## Структура
За темой следуют 20 вариаций (между вариациями 13 и 14 есть интермеццо) и завершающая кода. Почти все вариации написаны в ре миноре (за исключением 14 и 15, которые звучат в ре-бемоль мажоре).
- Тема. Andante
- Вар. 1. Poco piu mosso
- Вар. 2. L'istesso tempo
- Вар. 3. Tempo di Minuetto
- Вар. 4. Andante
- Вар. 5. Allegro (ma non tanto)
- Вар. 6. L'istesso tempo
- Вар. 7. Vivace
- Вар. 8. Adagio misterioso
- Вар. 9. Un poco piu mosso
- Вар. 10. Allegro scherzando
- Вар. 11. Allegro vivace
- Вар. 12. L'istesso tempo
- Вар. 13. Agitato
- Интермеццо
- Вар. 14. Andante (come prima)
- Вар. 15. L'istesso tempo
- Вар. 16. Allegro vivace
- Вар. 17. Meno mosso
- Вар. 18. Allegro con brio
- Вар. 19. Piu mosso. Agitato
- Вар. 20. Piu mosso
- Кода. Andante